# Stenbergamannen
Sten Johansson, kallad Stenbergamannen eller Stenbergapyromanen, född 1938, död 2021, var en svensk lektor i samhällskunskap dömd till livstids fängelse för ett dubbelmord och sju mordbränder.

## Brotten
Under flera år hade en pyroman härjat i trakterna av Stenberga i Vetlanda kommun. Natten till den 14 april 1989 kulminerade pyromandåden då elva eldhärdar på fem gårdar i trakterna av Stenberga utanför Vetlanda fick bekämpas samtidigt. Johansson dödade denna natt även ett äldre syskonpar i 70-årsåldern på deras gård utanför Stenberga. Efter mordet tände han eld på huset och tillhörande ladugård varvid även ett 60-tal djur innebrändes. Johansson greps när han försökte anlägga ytterligare bränder. Först trodde polisen att syskonen Gunnarsson överraskats av branden och inte hunnit ut ur sitt hus, men senare ändrades brottsrubriceringen till mord.
Efter denna natt bevakade polisen gårdarna i Stenberga dygnet runt fram till dess Johansson greps en månad senare. Han erkände i förhör att han lockat mannen i syskonparet hem till sig. Där slogs mannen i huvudet och sköts. Därefter åkte gärningsmannen hem till mannens syster och sköt även henne innan han tände eld på huset. Motivet till mordet var enligt Eksjö tingsrätts bedömning att Johansson ville få upprättelse för misstankar som tidigare riktats mot honom. Johansson själv menade att motivet var att han trodde att hans hustru haft ett förhållande med den mördade mannen.
Brandvågen i Stenberga 1989 var inte den första. Från slutet av 1960-talet till början av 1980-talet eldhärjades en mängd ladugårdar och uthus i trakten. Bränderna klarades inte upp, men 1981 upphörde de. Året därefter dömdes Johansson mot sitt nekande till sju års fängelse för två fall av grov mordbrand i Vetlanda. I förhör under mordutredningen erkände mannen ett flertal bränder.

## Straffet
Domen kom i december 1989; det blev livstids fängelse för Johansson, men det bestämdes också att han skulle få viss vård i fängelset. Den 15 november 2007 tidsbestämdes hans livstidsstraff av Örebro tingsrätt till totalt 29 års fängelse. Enligt reglerna om villkorlig frigivning släpptes han ut från fängelset när två tredjedelar av straffet hade avtjänats, i detta fall 19 år och fyra månader. Under sina år i fängelset hade Johansson över 250 permissioner utan att begå något brott. Skälet till att Johansson inte tidigare fått ett tidsbestämt straff var att hans brott ansågs vara präglade av total hänsynslöshet.